# 若松町 (茅ヶ崎市)
若松町（わかまつちょう）は、神奈川県茅ヶ崎市の町名。丁目の設定がない単独町名である。住居表示は実施済み。

## 地理
茅ヶ崎市の中央部に位置し、東にひばりが丘、南東に旭が丘、南に東海岸北、西に幸町、北に本村と接している。

## 歴史

### 沿革
- 1966年（昭和41年）7月1日 - 住居表示の実施に伴い、大字茅ヶ崎の一部を分離し、若松町を新設[5][6]。

## 世帯数と人口
2023年（令和5年）9月1日現在（茅ヶ崎市発表）の世帯数と人口は以下の通りである。
| 町丁   | 世帯数    | 人口    |
| ------ | --------- | ------- |
| 若松町 | 1,109世帯 | 2,533人 |

### 人口の変遷
国勢調査による人口の推移。
| 年                 | 人口  |
| ------------------ | ----- |
| 1995年（平成7年）  | 2,442 |
| 2000年（平成12年） | 2,445 |
| 2005年（平成17年） | 2,474 |
| 2010年（平成22年） | 2,450 |
| 2015年（平成27年） | 2,650 |
| 2020年（令和2年）  | 2,594 |

### 世帯数の変遷
国勢調査による世帯数の推移。
| 年                 | 世帯数 |
| ------------------ | ------ |
| 1995年（平成7年）  | 931    |
| 2000年（平成12年） | 972    |
| 2005年（平成17年） | 1,015  |
| 2010年（平成22年） | 1,002  |
| 2015年（平成27年） | 1,107  |
| 2020年（令和2年）  | 1,109  |

## 学区
市立小・中学校に通う場合、学区は以下の通りとなる（2023年3月時点）。
- 番・番地等 : 
  - 小学校 : 茅ヶ崎市立浜須賀小学校
  - 中学校 : 茅ヶ崎市立浜須賀中学校

- 若松町の一部は特認地域があります。

## 事業所
2021年（令和3年）現在の経済センサス調査による事業所数と従業員数は以下の通りである。
| 町丁   | 事業所数 | 従業員数 |
| ------ | -------- | -------- |
| 若松町 | 53事業所 | 478人    |

### 事業者数の変遷
経済センサスによる事業所数の推移。
| 年                 | 事業者数 |
| ------------------ | -------- |
| 2016年（平成28年） | 65       |
| 2021年（令和3年）  | 53       |

### 従業員数の変遷
経済センサスによる従業員数の推移。
| 年                 | 従業員数 |
| ------------------ | -------- |
| 2016年（平成28年） | 417      |
| 2021年（令和3年）  | 478      |

## 施設
- マックスバリュエクスプレス 茅ヶ崎若松店[16]

## その他

### 日本郵便
- 郵便番号 : 253-0051[3]（集配局 : 茅ヶ崎郵便局[17]）。